# Acordo de Tophane

Território da Bulgária após a assinatura do acordo Tophane. Rumelia oriental é unificado com o Principado da Bulgária, enquanto o distrito de Kardzhali e o vale do rio Vacha (República de Tamrash), retornou ao Império Otomano

O Acordo de Tophane foi um tratado entre o Principado da Bulgária e o Império Otomano, assinado em 5 de abril de 1886, durante uma conferência de embaixadores em Istambul. O acordo foi recebeu o nome do bairro de Istambul onde foi assinado, Tophane, localizado no distrito de Beyoğlu.
Assinado pelo Grão-vizir Otomano Mehmed Kamil Paşa e o ministro dos Negócios Estrangeiros búlgaro Iliya Tsanov, além dos embaixadores das grandes potências, o acordo reconheceu o príncipe da Bulgária (Alexandre de Batenberg na época) como governador-geral da província autônoma otomana da Rumélia Oriental. Desta forma, a Unificação da Bulgária, que ocorreu em 18 de setembro de 1885, foi de facto reconhecida.
Em compensação, o Império Otomano recebeu a área em torno Kardzhali, bem como a República de Tamrash, para uma área total de 1 640 km². Com este tratado, o território da Bulgária tornou-se unificado com 94 345 km². A Bulgária recuperou todo o território perdido neste tratado durante a Primeira Guerra Balcânica.